# Aleksandrs Koliņko
Aleksandrs Koliņko (Riga, Unión Soviética, 18 de junio de 1975) es un exfutbolista letón que jugaba de guardameta.

## Clubes
| Club                    | País       | Año       |
| ----------------------- | ---------- | --------- |
| Skonto Riga             | Letonia    | 1996-2000 |
| Crystal Palace F. C.    | Inglaterra | 2000-2003 |
| F. C. Rostov            | Rusia      | 2003-2004 |
| F. C. Rubin Kazán       | Rusia      | 2005-2008 |
| JFK Olimps/RFS          | Letonia    | 2009      |
| FC Dinamo Bucarest      | Rumanía    | 2009      |
| FK Ventspils            | Letonia    | 2009-2010 |
| PFC Spartak Nalchik     | Rusia      | 2010      |
| FC Baltika Kaliningrado | Rusia      | 2011-2015 |
| Spartaks de Jūrmala     | Letonia    | 2015      |